# Beckii Cruel
Beckii Cruel, eigentlich Rebecca Flint (* 5. Juni 1995), ist eine britische Schülerin, die über das Internet in Japan als Tänzerin und Sängerin bekannt wurde.

## Biografie
Rebecca Flint stammt von der Isle of Man und ist die Tochter einer Tanzlehrerin. Mit elf Jahren stieß sie auf die japanische Mädchen-Manga-Serie Fruits Basket und begann sich von da an für Mangas und japanische Animes zu interessieren. Schließlich begann sie 2007 in YouTube mit einem eigenen Auftritt, wo sie sich anzog wie die Mangafiguren und zu japanischer Popmusik (J-Pop) Tänze aufführte.
Man wurde in Japan auf sie aufmerksam und ihre Videos erreichten bald sechsstellige Aufrufzahlen. Auch das populäre japanische Internetportal Nico Nico Douga steigerte ihre Bekanntheit. Zu ihrer Popularität trug bei, dass sie mit der Kleidung und mit ihrem Aussehen den Mangafiguren sehr nahekommt.
Schließlich beschloss das große japanische Label Tokuma im Sommer 2009, das Internetphänomen aufzugreifen und sie als Beckii Cruel zu vermarkten. Im Oktober 2009 trat sie erstmals in Japan auf, wobei der 14-Jährigen zwei weitere ältere Tänzerinnen, Sarah Cruel aus Frankreich und Gemma Cruel aus Großbritannien, zur Seite gestellt wurden, die als Cruel Angels firmieren. Im Dezember wurde eine DVD veröffentlicht, die Platz 8 der DVD-Charts erreichte. Im Februar 2010 erschien die offizielle Debütsingle der Cruel Angels „Tsubasa wo Kudasai“, die sich zwei Wochen lang in den japanischen Charts halten konnte und Platz 84 erreichte.
2013 kooperierte Flint mit der britischen Band Area 11 für deren Song Shi No Barado auf dem Album All the Lights in the Sky.

## Diskografie
Indie-Releases
- „No, Upper Matsuri“ (の、アッパー祭 No, Appā Matsuri), 4. November 2009
- „No, Ballad Matsuri“ (の、バラード祭 No, Barādo Matsuri), 4. November 2009

Singles
- „Tsubasa wo Kudasai“ (翼をください), 10. Februar 2010, B-side: „Tsuki no Kakera“ (月のかけら)- Kollaboration mit Sarah Cruel und Gemma Cruel (Cruel Angels)

Digital Singles
- „You Can't Kiss Me“, 12. August 2010
- „TOKYO LOVE“, 1. Januar 2011
- „Just Wanna Have Some Fun“, 1. Januar 2011
- „Future Fantasy“, 28. August 2013

Digital Alben
- „You Can't Kiss Me 2011“, 24. Oktober 2011

DVD
- „This Is Beckii Cruel!“, 9. Dezember 2009
- „Beckii Cruel De Eigomimi“ (ベッキー・クルーエルde英語耳), 22. Dezember 2010 – Kollaboration mit Rebekah Cruel

Photobook
- „Marugoto Beckii“ (まるごとベッキー)

TV
- BBC-Dokumentation: „Schoolgirl Superstar at 14“